# James Shaffer
Pour les articles homonymes, voir Shaffer.
James Christian « Munky » Shaffer, né le 6 juin 1970 à Rosedale en Californie, est un musicien américain. Il est connu pour être l'un des deux guitaristes du groupe de nu metal Korn. Il est également le fondateur et guitariste du groupe Fear and the Nervous System et a créé un label nommé Emotional Syphon Recordings.
Munky a été classé, avec son binôme Brian « Head » Welch au sein de Korn, au vingt-sixième rang des 100 plus grands guitaristes de heavy metal de tous les temps.

## Carrière musicale

### Premiers pas avec une guitare
James a commencé à apprendre la guitare, sous l’impulsion de son médecin, pour rééduquer le bout d’un de ses doigts qu’il avait coupé lors d’un accident de moto. C’est son père qui lui acheta une guitare acoustique et lui pris des cours. Cependant, le son de la guitare ne lui suffisait pas, il était trop faible et ne sonnait pas comme dans les morceaux qu’il écoutait. Il dit donc à son père qu’il voulait une guitare électrique avec de la distorsion : «  I'm done playing this, trying to read music. I want a distorted guitar, Dad. ». C’est à cette époque qu’il fit la rencontre de Head qui lui avait une guitare électrique.
Pendant ses études secondaires il passe par plusieurs groupes, parfois avec son ami Head.

### Début dans la musique

#### Formation de L.A.P.D.
À Los Angeles, Munky forme avec Reginald « Fieldy » Arvizu et David Silvera, deux futurs membres de Korn, le groupe L.A.P.D. Le nom du groupe était un acronyme de « Love and Peace, Dude », ensuite remplacé par « Laughing As People Die ».
En 1989, ils sortent leur premier single, Love And Peace, Dude sur le label TripleX Records, et en 1991, leur premier album, Who's Laughin' Now ?. Bien que L.A.P.D. ait réussi à signer un contrat d'enregistrement, leur succès reste limité et ils ne jouent que sur des petites scène à Los Angeles.

#### Fin de L.A.P.D. et formation de Korn
Le groupe se sépare ensuite de son chanteur, Richard Morill, jugé trop bizarre par les autres membres. Munky évoque d’ailleurs une soirée où Richard Morill refusa de chanter, car son guitariste s’était coupé les cheveux et que cela avait cassé la « wave ». Les musiciens décident alors de prendre Brian Welch en tant que deuxième guitariste pour former Creep. Munky et Fieldy le connaissaient depuis le collège, mais L.A.P.D. avait jusqu’ici refusé de prendre un second guitariste. Toutefois, le groupe reste toujours sans chanteur.
C’est à cette période que Munky décide de s’acheter une guitare 7 cordes dont le son et l’accordage, un ton plus grave, caractérise particulièrement le son de Korn. C’est en voyant Steve Vai jouer sur ce type de guitare qu’il décide d’en prendre une. Toutefois, il ne voulait pas être un shredder, mais un guitariste rythmique. Il a ensuite essayé de l’accorder plus grave, ce qui lui a plu. Head arrivant dans le groupe à ce moment s’acheta également une guitare 7 cordes pour s’accorder correctement avec son partenaire.
Un soir de début 1992, il assiste avec Head à un concert de Sex Art dans un club de Barkersfield. Jonathan Davis s’y fait entendre et les deux restes « bouche bée » selon les dires de Munky. Creep propose donc à Jonathan de faire un essai. Il n'est cependant pas très emballé mais décide de faire l'essai tout de même. Plus tard, pour l'audition, Creep joue Alive, musique déjà composée par le quatuor. Selon Munky « Et il s'est mis à improviser sur notre musique », « On s'est regardés et on a tout de suite su qu'il était parfait ». Finalement, Jonathan Davis intègre le groupe et ils changent de nom pour adopter Korn.

### Korn (1993 – présent)
Ils sortent en 1994 leur premier album éponyme qui leur ouvre les portes du succès et marque entre autres les débuts de ce que certains appelleront par la suite le nu metal.

#### Départ de Head
Le 22 février 2005, Brian Welch se convertit au christianisme et quitte dans le même temps le groupe. Cette décision est motivée par sa volonté d’en finir avec le mode de vie qu’il entretient, l’amenant à consommer alcool et drogues en grandes quantités. Malgré le basculement brutal de son ami et la perte que cela représente au sein du groupe, Munky accepte son choix. 

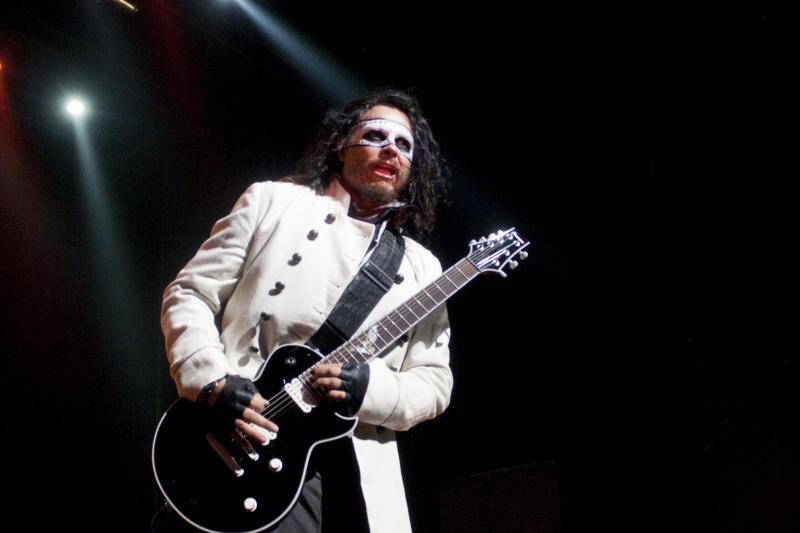
Munky, avec Korn, à São Paulo au Brésil en 2010.

Lors d’une interview à propos du départ de Brian Welch, Munky déclara qu’il avait désormais plus de pression lors de la composition du fait qu’ils avaient toujours travaillé ensemble, lors de l’écriture des chansons et de la création des albums. Ainsi, quand Head fut parti, il dut écrire toutes les parties de guitare en une seule, de sorte que Korn pourrait encore jouer leurs morceaux en live. Il a continué à jouer ainsi jusqu’à ce que Korn intègre un guitariste supplémentaire jouant derrière la scène les morceaux nécessitant deux guitares, même si, aux yeux de Munky, cela n’a jamais vraiment permis de compenser le départ de Head. Cependant, début 2013, Brian Welch revient dans le groupe, permettant de reformer leur fameux duo.

#### Succès et récompenses
Avec Korn, Munky a un palmarès assez important. Outre le fait que le groupe soit l'un des précurseurs du nu métal, il a sorti, de 1994 à 2013, onze albums studio, trois albums live, six compilations, deux VHS et sept DVD. Selon Nielsen SoundScan, le groupe a vendu en 2010 un total de 19 millions d'albums aux États-Unis, et environ 47 millions dans le monde. Onze albums du groupe culminent dans le top 10 du Billboard 200, dont huit ont pris la tête. Huit albums sont certifiés platine ou multi-platine par la RIAA, et ont été certifiés or. Et le groupe a remporté deux Grammy Awards sur sept nominations pour Freak on a Leash et Here to stay,.

### Fear and the Nervous System (2008 – présent)
Le 4 mars 2008 a été annoncé que Munky souhaitait sortir un album le 8 août 2008 avec son side project Fear and The Nervous System, toutefois la date d’origine n’a pas pu être respectée et l’album est sorti le 18 septembre 2012. L’album est produit par Munky, via son label Emotional Syphon Recordings, et Ross Robinson.
Si à l’origine Munky devait y être à la fois chanteur et guitariste, il laisse finalement le premier rôle à Steve Krolikowski déclarant qu’il n’est pas un chanteur : «  I’m not a singer. I’m not a good lyricist. ».
James a regroupé des musiciens déjà connus ou avec qui il a déjà travaillé au sein de Korn formant ainsi ce que l’on appelle un supergroupe. On y retrouve donc Brooks Wackerman de Bad Religion à la batterie, Leopold Ross à la guitare et à la programmation, Bill Gould de Faith No More à la basse, et Zac Baird (claviériste de Korn) au clavier et à la programmation.
Le guitariste Wes Borland, connu pour jouer dans le groupe Limp Bizkit, était à l'origine prévu pour intégrer le projet. Il a ainsi enregistré la guitare pour deux chansons de l'album, mais ne le finira pas, l’intéressé voulant se concentrer sur son projet Black Light Burns. Wes Borland a également créé le visuel de la pochette de l’album.

### Emotional Syphon Recordings (2006 – présent)
En 2006, Shaffer fonde Emotional Syphon recordings pour donner à divers groupes audacieux la chance d'être entendu. Il y fait signer en premier les groupes Droid et Monster In The Machine. Cependant, James déclare qu'il ne souhaite pas se limiter à sortir uniquement des groupes de metal, mais qu’il voulait créer un label multi-genre,.

## Vie privée

### Famille
Le 15 janvier 2000, Munky épouse Stephanie Roush. Ensemble, ils ont eu une fille, Carmella Star Shaffer, le 23 juin 2001. Cependant, ils divorcent en 2004.
En 2005, Shaffer a commencé à sortir avec l'actrice et modèle albano-américaine, Evis Xheneti. Ils se marient le 2 janvier 2012, à Paris. Ils ont eu deux fils et une fille, D'Angelo Draxon Shaffer, né le 7 novembre 2012, Rocky Rebel Shaffer, né le 20 août 2015, et Heart Hera Shaffer, née le 7 août 2019.

### Surnom
Son surnom « Munky » est une référence à ses pieds qui ressemblent à des mains de singe quand il les écarte.

## Matériel

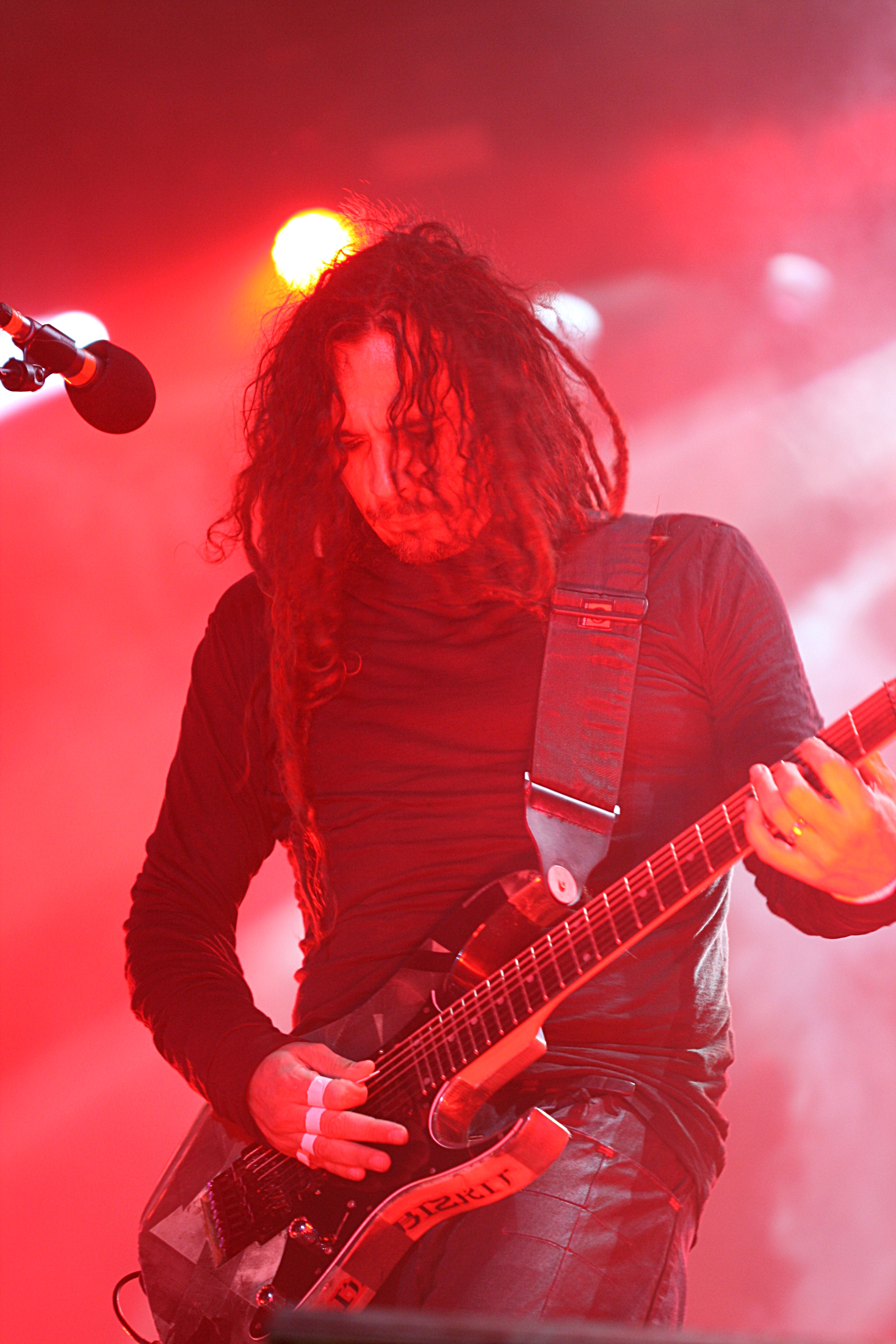
Munky, avec Korn, au Rock am Ring en 2013.

### Guitares
James utilise principalement son modèle de guitare signature de chez Ibanez, la K7. C’est un modèle de guitare 7 cordes avec une corde plus grave que sur un modèle de 6 cordes classique. Il joue également sur une Ibanez APEX1-BBK, un autre modèle signature à 7 cordes.
Son accordage est plus grave qu’à l’habitude, et ceci même pour un joueur de 7 cordes classique. En effet, toutes ses cordes sont un ton plus grave, ce qui donne La – Ré – Sol – Do – Fa – La – Ré.
Outre ces deux guitares, il en possède d'autres qu'il peut utiliser pour certains morceaux :
- Ibanez APEX1-BBK Munky Signature (Modèle de 2007) ;
- Ibanez APEX100 sunburst Munky Signature (Modèle de 2010) ;
- Ibanez custom K14 guitare (utilisé dans Alone I Break) ;
- Ibanez custom RG8 (Modèle 2007) ;
- Ibanez custom K7 guitare ;
- Ibanez custom guitare à 7 cordes ;
- Ibanez UV7BK guitare (Steve Vai signature) ;
- Gibson SG 6-stringed model.

### Amplificateurs
Pour amplifier sa guitare, il joue sur deux Mesa Boogie Triple Rectifier, un pour le son clair et un pour le son avec distorsion, il utilise également un Diezel VH4 Four-Channel et un Diezel Herbert Heads. Il branche ce matériel à des baffles Mesa Boogie 4x12 ,

### Effets
Tout comme Brian, il utilise de nombreux effets et pédales pour modeler le son de sa guitare. Ce qui participe grandement aux ambiances particulières de Korn. Ils sont d’ailleurs tellement nombreux et divers qu’il décrit son pédalier comme un « vaisseau spatial ».
Voici une liste non exhaustive des pédales qu'il peut utiliser :
- Boss PS-5 Super Shifter ;
- Boss RV-3 Digital Reverb/Delay ;
- Digitech XP100 Whammy Wah ;
- Digitech Metal Master ;
- Dunlop Univibe ;
- Dunlop Crybaby Wah ;
- Electro-Harmonix Big Muff π ;
- Ibanez DE7 Delay/Echo ;
- Prescription Electronics Depth Charge ;
- Rocktron Banshee Talk Box ;
- Electro-Harmonix Small Stone Phaser.